# Palpada pusioides
Palpada pusioides är en tvåvingeart som först beskrevs av Hull 1951.  Palpada pusioides ingår i släktet Palpada och familjen blomflugor.
Artens utbredningsområde är Peru. Inga underarter finns listade i Catalogue of Life.